# Uechtritzia kokanica
Uechtritzia kokanica là một loài thực vật có hoa trong họ Cúc. Loài này được (Regel & Schmalh.) Pobed. miêu tả khoa học đầu tiên năm 1963.